# Mount Vernon (Iowa)
Mount Vernon is een plaats (city) in de Amerikaanse staat Iowa, en valt bestuurlijk gezien onder Linn County.

## Demografie
Bij de volkstelling in 2000 werd het aantal inwoners vastgesteld op 3390. In 2006 is het aantal inwoners door het United States Census Bureau geschat op 4159, een stijging van 769 (22,7%).

## Geografie
Volgens het United States Census Bureau beslaat de plaats een oppervlakte van 9,0 km², geheel bestaande uit land. Mount Vernon ligt op ongeveer 268 m boven zeeniveau.

## Plaatsen in de nabije omgeving
De onderstaande figuur toont nabijgelegen plaatsen in een straal van 16 km rond Mount Vernon.